# Guatteria lanceolata
Guatteria lanceolata är en kirimojaväxtart som beskrevs av Robert Elias Fries. Guatteria lanceolata ingår i släktet Guatteria och familjen kirimojaväxter. Inga underarter finns listade i Catalogue of Life.